# Xenobrama microlepis
Xenobrama microlepis är en fiskart som beskrevs av Yatsu och Nakamura, 1989. Xenobrama microlepis ingår i släktet Xenobrama och familjen havsbraxenfiskar. Inga underarter finns listade i Catalogue of Life.